# Val Paradis
Ne doit pas être confondu avec Val-Paradis.
Val Paradis est un roman d'Alain Jaubert publié le 20 août 2004 aux éditions Gallimard et ayant obtenu l'année suivante le prix Goncourt du premier roman. L'ouvrage était dans la liste finale du prix Goncourt 2004.

## Résumé
Décembre 1958, Antoine, un jeune pilotin, quitte Marseille pour une escale à Valparaíso, près du cap Horn, la « ville aux cents bordels », un lieu mythique et initiatique qui fascine les marins, « une expérience à sens unique dont on ne ressort pas indemne »,.

## Éditions
- Val Paradis, coll. « L'Infini », éditions Gallimard, 2004  (ISBN 978-2070771905).